# Hôtel Aubecq
El hôtel Aubecq fue una mansión de modernista diseñada por Victor Horta en Bruselas para el industrial Octave Aubecq.

## Descripción

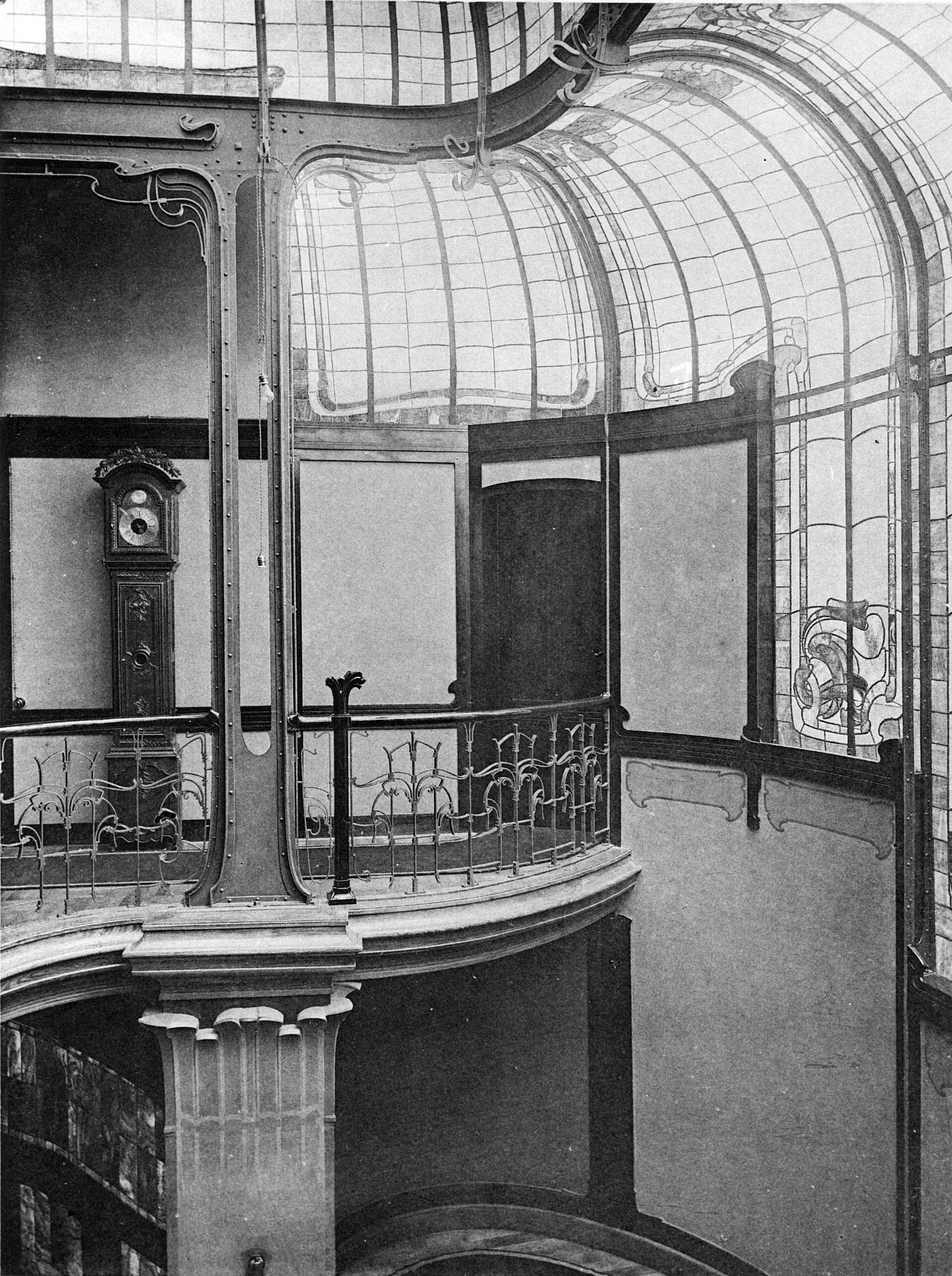
Vestíbulo

Tenía tres fachadas exentas, aunque no se ubicaba en esquina, para maximizar el aporte de luz natural. Esto, como suele ser el caso de Horta, se complementó con el de la gran vidriera que coronaba la escalera principal.
Una de las peculiaridades de esta construcción es la forma de sus partes, hexagonales u octogonales. La leyenda lo explica de la siguiente manera, el propietario había comunicado a Horta que quería instalar en esta casa el mobiliario de su familia, de un estilo clásico muy diferente al de Horta. Este último, juzgando que estos muebles no serían compatibles con su estilo y deseando como de costumbre crear una obra de arte total, diseñó entonces una residencia con habitaciones tan deformes que su propietario se vio obligado a confiar en Horta para desarrollar sus propios muebles.

## Historia
Su construcción, entre 1899 y 1902, continuó con su diseño interior hasta 1904.
Jean Aubecq, hijo de Octave Aubecq, vendió el edificio en 1948 al matrimonio Vanderperre , promotores inmobiliarios que planeaban demolerlo.
La gente protesta contra este proyecto de demolición, incluida Julia Carlsson-Horta (la segunda esposa de Victor Horta) y el arquitecto Jean Delhaye.  Finalmente, y pese a la ausencia de clasificación, el ministro de Obras Públicas de la época, Auguste Buisseret, decidió desmantelar y conservar la fachada principal, de aproximadamente 15 metros de ancho por 11 de alto, con la esperanza de eventual reconstrucción.
Su mobiliario se encuentra disperso en colecciones privadas o públicas, algunas de las vidrieras, la carpintería y algunos muebles se exhiben en París, en el Musée d'Orsay y otros elementos integran la colección Gillion-Crowet.

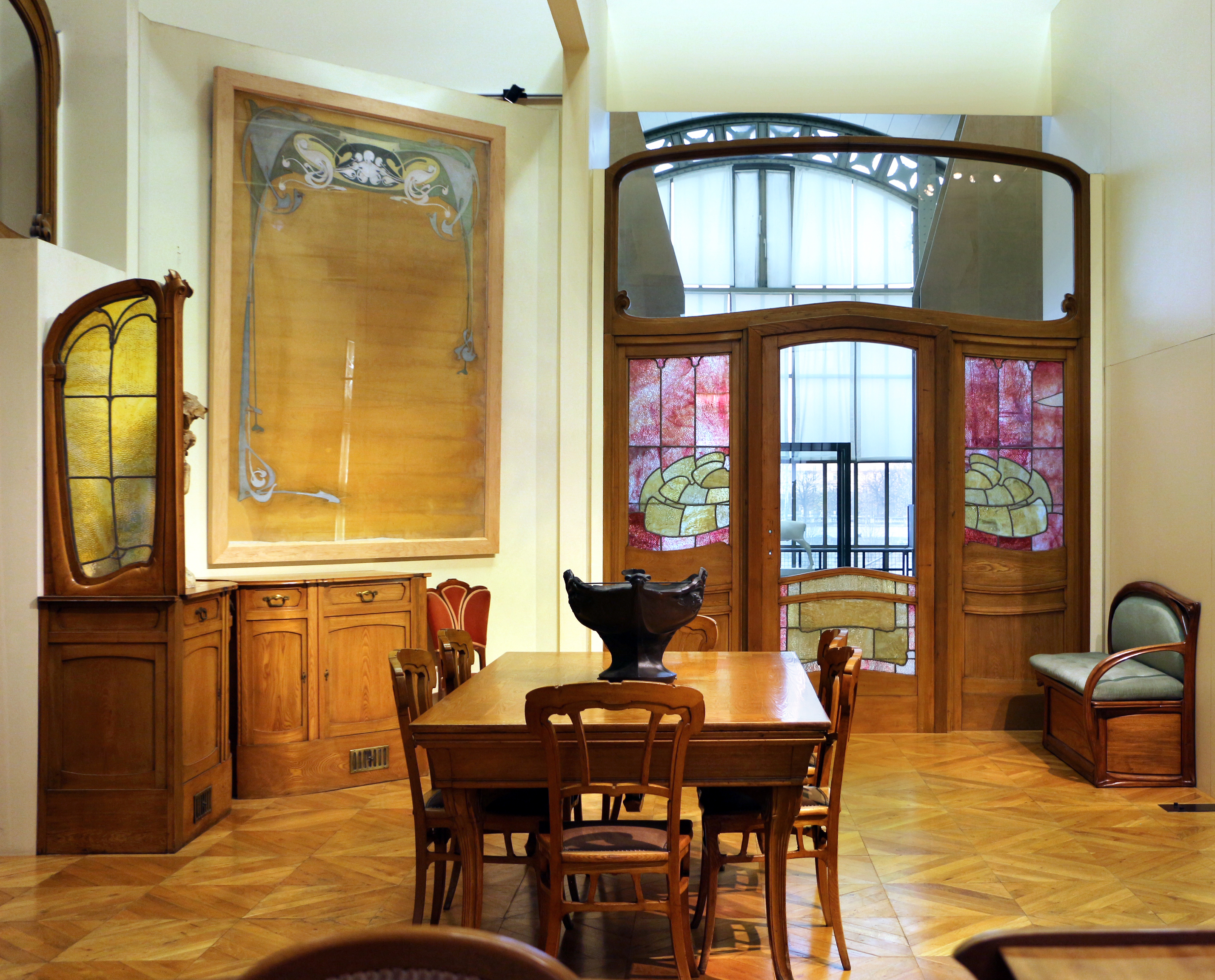
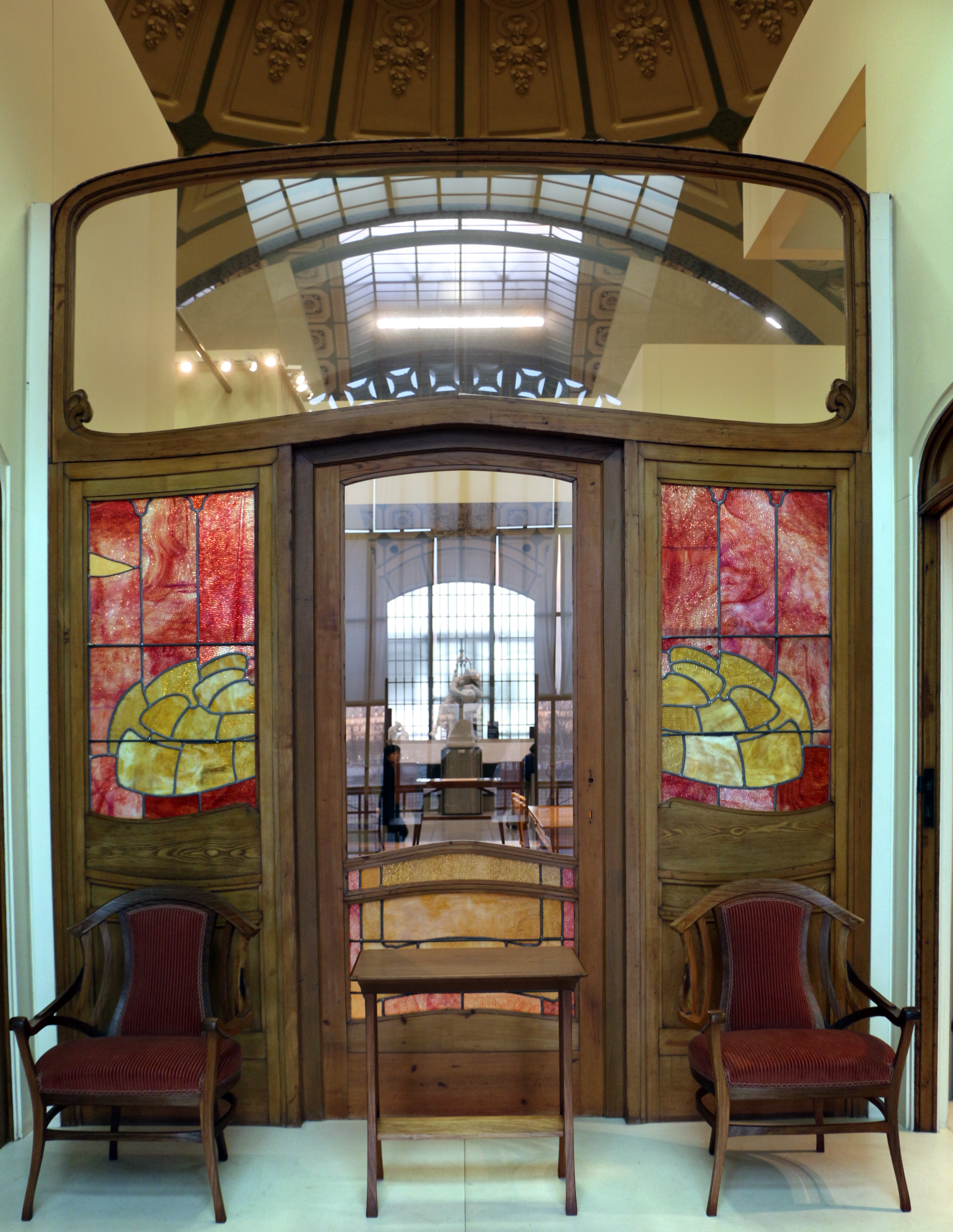
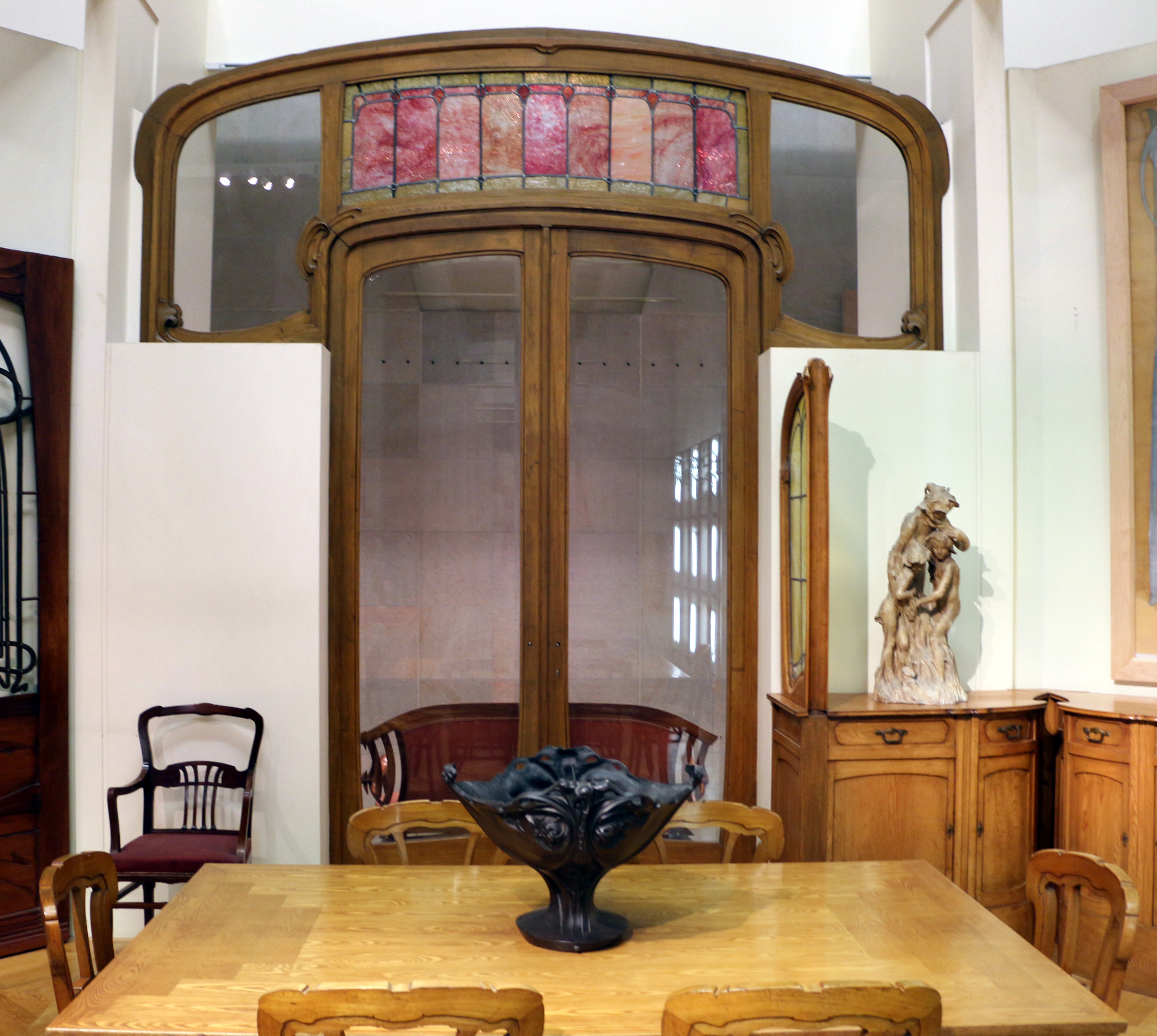
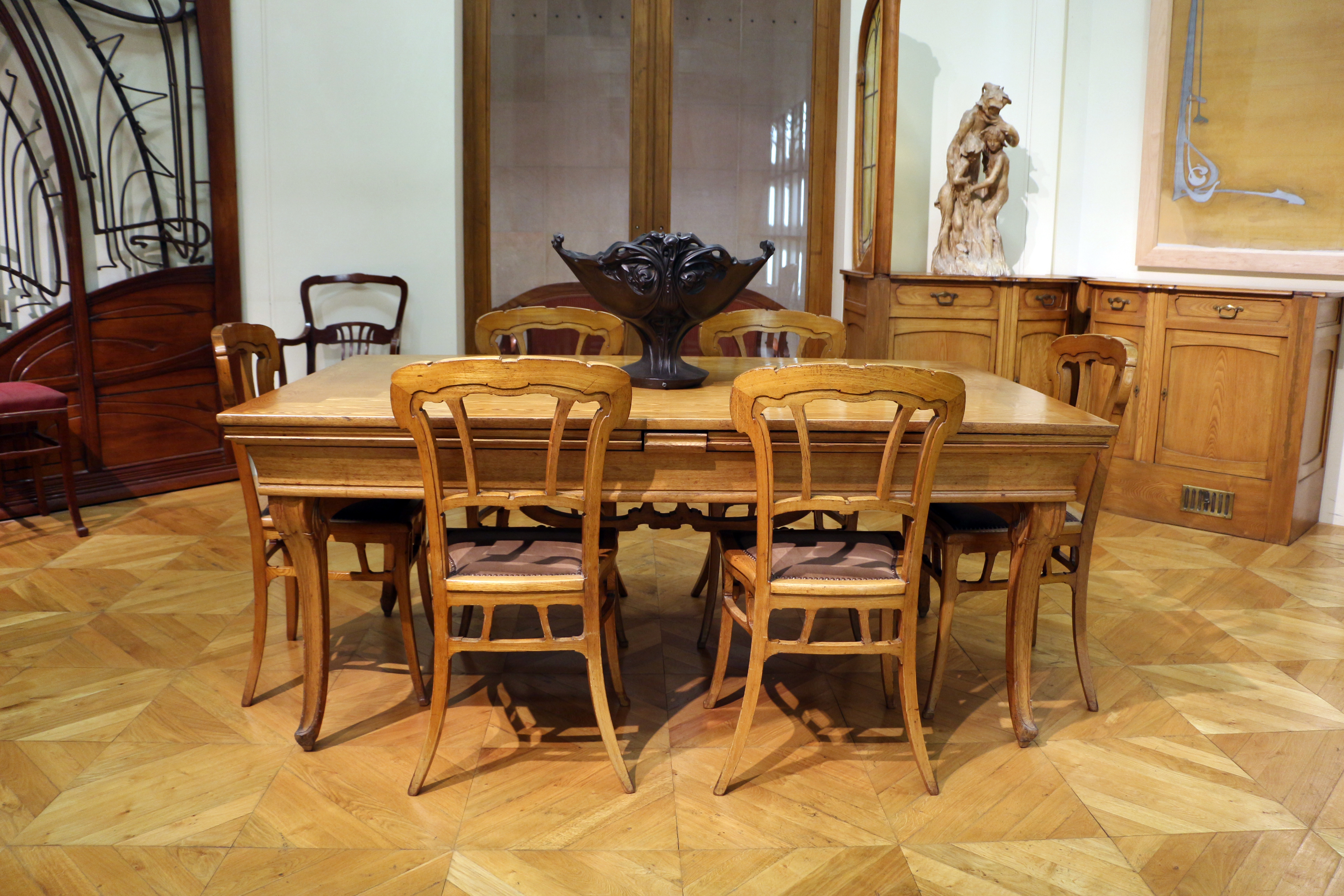
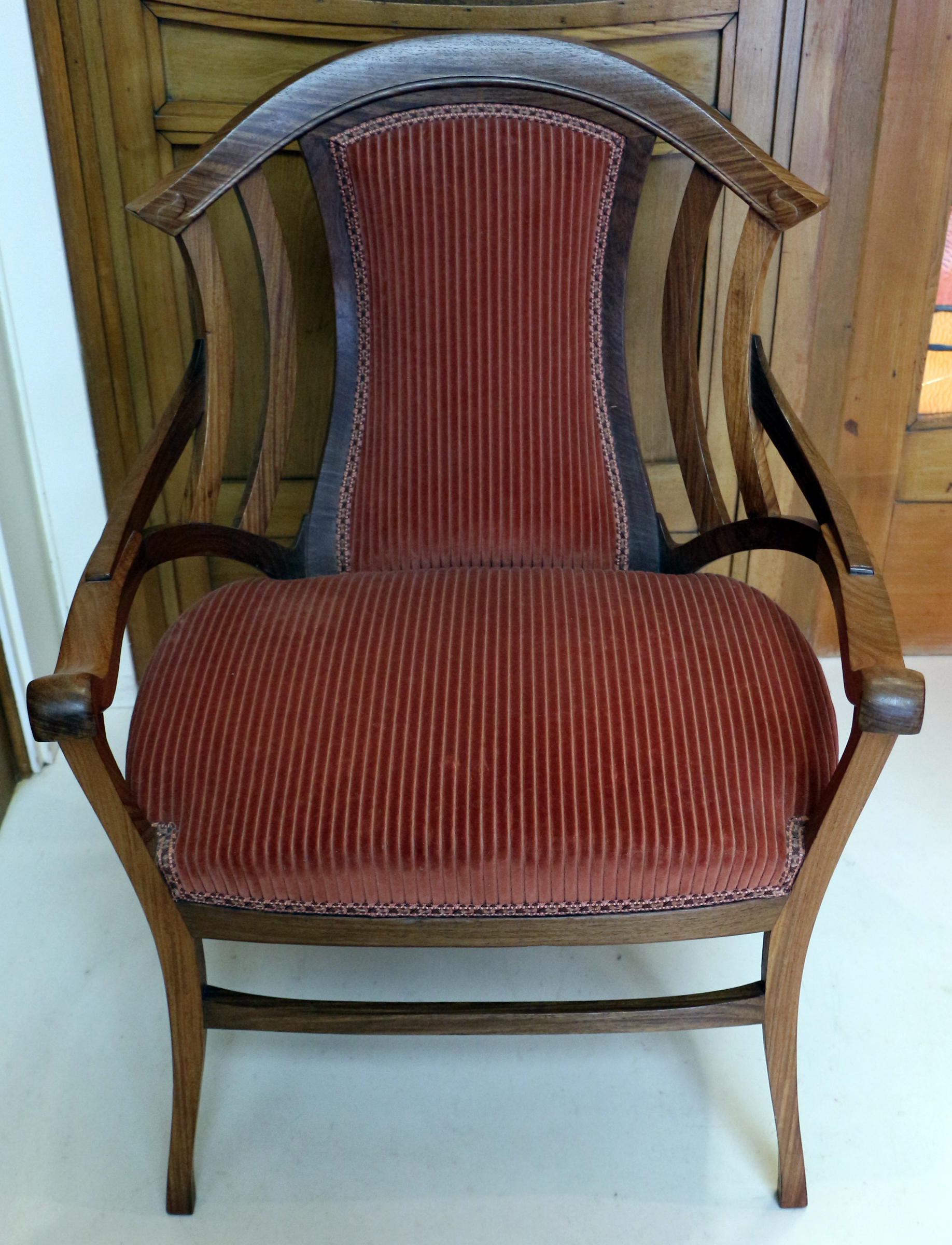
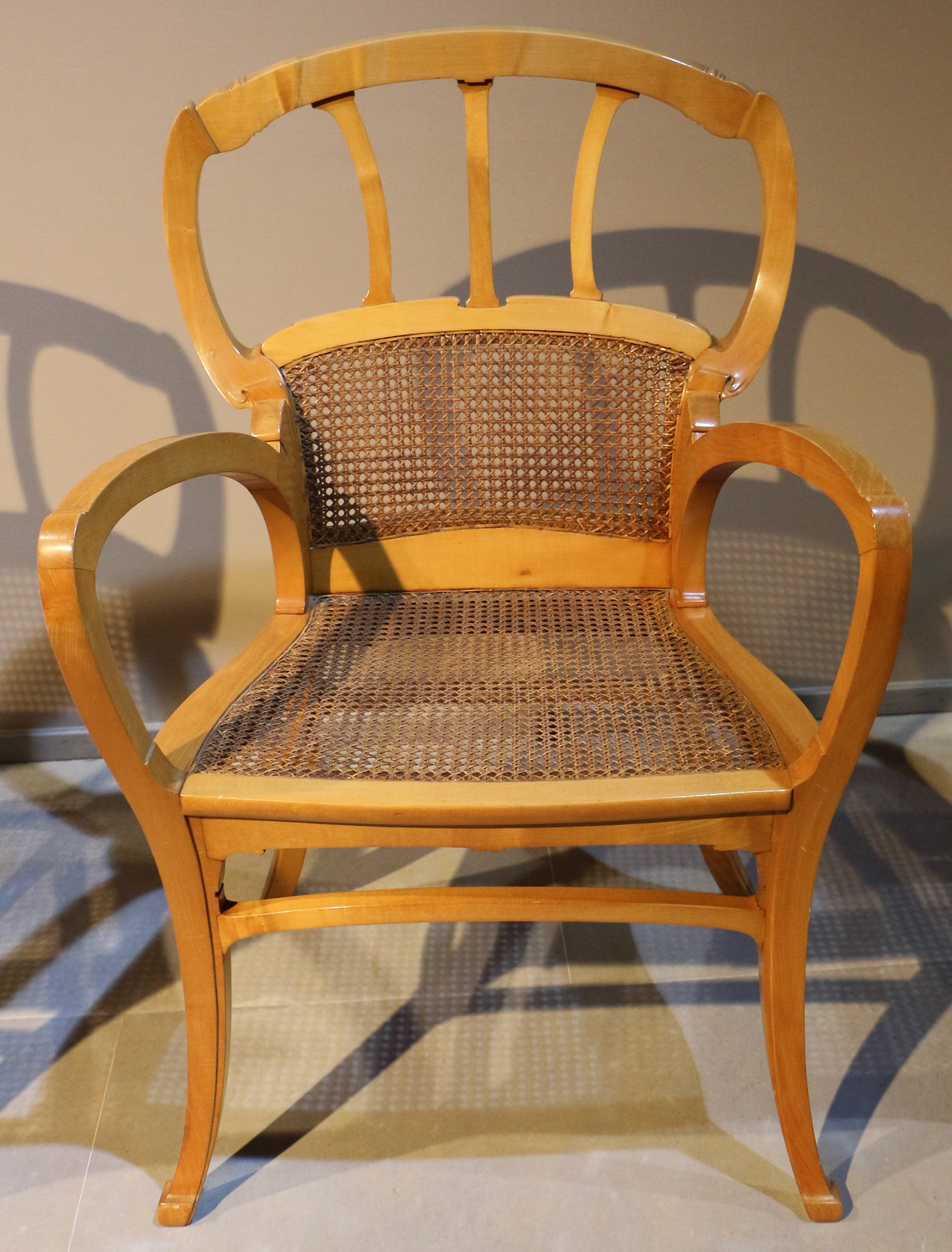

Un edificio de 12 plantas lo sustituyó.

### Fachada
Sus piedras se almacenaron primero en Saint-Gilles, luego en Namur en los terrenos de un antiguo cuartel, finalmente en un terreno baldío en Tervuren, lo que recuerda el triste destino de la Maison du Peuple. Los marcos y herrajes se almacenan en un cuartel en Bruselas.
A finales de la década de 1990, las fachadas conservadas (propiedad del Estado Federal Belga) fueron transferidas a la Región de Bruselas-Capital, que liberó el presupuesto para realizar el estudio e inventario de las partes conservadas de la fachada.

### Proyectos de reconstrucción
En la década de 1970, el arquitecto Maurice Culot  diseñó un proyecto detallado. Este proyecto debía ubicarse cerca del Mont des Arts, frente al actual Museo de Instrumentos Musicales.
En 2001 se realizó un levantamiento de los elementos de la fachada. Con la contribución de los canteros, la mayor parte de las 634 piedras que constituyeron la fachada principal, a la Avenue Louise, fueron recuperadas del solar baldío donde estaban almacenadas y trasladadas a un hangar,ubicado en la rue Navez en Schaerbeek donde luego se limpian y se colocan en tarimas.
En 2004, se consideró una reconstrucción en la entrada de Tenbosch Park, a unos 300 metros de su ubicación originalen la avenue Louise, pero luego se estudiaron otras posibilidades.
En 2010, la DMS, Direction des Monuments et Sites, de la Región de Bruselas encargó al arquitecto especialista en patrimonio Nicolas Créplet la coordinación del estudio de los restos de la fachada. Después de limpiarlas y escanearlas en 3D, un equipo de albañiles, dirigido por Cyrille Berard, volvió a ensamblar físicamente las piedras planas y la oficina de O'Point Associates las vuelve a ensamblar virtualmente en base a estos mismos escaneos 3D.
En 2011 se dedicó una exposición a los Museos Reales de Bellas Artes y se organizaron visitas al hangar.
Durante el verano de 2016, llegó a los medios de comunicación información sobre la ocupación ilegal del hangar, que se había deteriorado.

### "Fuente de memoria"
En 2011, Charles Picqué desistió oficialmente de intentar reconstruirlo y se previo entonces exhibir la fachada conservada en posición tumbada, al aire libre, todo ello acompañado de una escenografía que se considere adecuada, en algún lugar del espacio público de Bruselas.